# Кубок мира по спортивной ходьбе 2006
Кубок мира по спортивной ходьбе 2006 года прошёл 13—14 мая в курортном городе Ла-Корунья (Испания). Сильнейших выявляли взрослые спортсмены и юниоры до 20 лет (1987 года рождения и моложе). Были разыграны 10 комплектов медалей (по 5 в личном и командном зачёте). На старт вышли 393 ходока из 58 стран мира (197 мужчин, 88 женщин, 60 юниоров и 48 юниорок).
Каждая команда могла выставить до пяти спортсменов в каждый из взрослых заходов и до трёх в юниорских соревнованиях. Лучшие в командном зачёте определялись по сумме мест трёх лучших спортсменов среди взрослых и двух лучших — среди юниоров.
В четырёх из пяти индивидуальных дисциплин были установлены новые рекорды соревнований. Денис Нижегородов на дистанции 50 км показал 13-й результат в мировой истории (3:38.02).
Сборная России установила рекорд по количеству золотых медалей, выигранных одной страной на Кубке мира. Российские легкоатлеты одержали шесть побед, по три в личном и командном первенстве.

## Расписание
| Дата        | Время | Заход         |
| ----------- | ----- | ------------- |
| 13 мая 2006 | 16:30 | 20 км женщины |
| 13 мая 2006 | 18:30 | 20 км мужчины |
| 13 мая 2006 | 20:20 | 10 км юниоры  |
| 14 мая 2006 | 08:00 | 50 км мужчины |
| 14 мая 2006 | 13:00 | 10 км юниорки |

Время местное (UTC+2)

## Медалисты
Сокращения: WR — мировой рекорд | AR — рекорд континента | NR — национальный рекорд | WJR — мировой рекорд среди юниоров | AJR — континентальный рекорд среди юниоров | NJR — национальный рекорд среди юниоров | CR — рекорд соревнований
Курсивом выделены участники, чей результат не пошёл в зачёт команды

### Мужчины и юниоры
| Дисциплина             | Золото | Золото     | Серебро                                                                           | Серебро    | Бронза                                                                                 | Бронза   |
| ---------------------- | --- | ---------- | --------------------------------------------------------------------------------- | ---------- | -------------------------------------------------------------------------------------- | -------- |
| 20 км                  | Франсиско Хавьер Фернандес Испания                                                                                     | 1:18.31    | Джефферсон Перес Эквадор                                                          | 1:19.08    | Хань Юйчэн Китай                                                                       | 1:19.10  |
| 20 км (команды)        | Испания · Франсиско Хавьер Фернандес · Хуан Мануэль Молина · Бенхамин Санчес · Хосе Игнасио Диас · Хосе Давид Домингес | 33 очка    | Австралия · Нейтан Дикс · Джаред Таллент · Люк Адамс · Адам Раттер · Дуэйн Казинс | 37 очков   | Россия · Сергей Бакулин · Виктор Бураев · Дмитрий Есипчук · Степан Юдин · Игорь Ерохин | 37 очков |
| 50 км                  | Денис Нижегородов Россия                                                                                               | 3:38.02 CR | Тронд Нюмарк Норвегия                                                             | 3:41.30 NR | Юрий Андронов Россия                                                                   | 3:42.38  |
| 50 км (команды)        | Испания · Микель Одриосола · Хесус Анхель Гарсия · Хосе Алехандро Камбиль · Хорхе Игнасио Сильва · Марио Авельянеда    | 20 очков   | Польша · Роман Магдзярчик · Камиль Калька · Рафал Федачиньский · Михал Ярош       | 38 очков   | Китай · Чжао Чэнлян · Юй Чаохун · Сы Тяньфэн · Син Шуцай · А Латангадасу               | 39 очков |
| Юниоры 10 км           | Сергей Морозов Россия                                                                                                  | 40.26 CR   | Мигель Анхель Лопес Испания                                                       | 41.41      | Алексей Григорьев Россия                                                               | 41.52    |
| Юниоры 10 км (команды) | Россия · Сергей Морозов · Алексей Григорьев · Дмитрий Шорин                                                            | 4 очка     | Беларусь · Дмитрий Гамзунов · Денис Кравчук                                       | 14 очков   | Испания · Мигель Анхель Лопес · Абделилах Жаадар · Франсиско Руис                      | 28 очков |

### Женщины и юниорки
| Дисциплина              | Золото                                                                                             | Золото     | Серебро                                                       | Серебро  | Бронза                                                                            | Бронза   |
| ----------------------- | -------------------------------------------------------------------------------------------------- | ---------- | ------------------------------------------------------------- | -------- | --------------------------------------------------------------------------------- | -------- |
| 20 км                   | Маргарита Турова Беларусь                                                                          | 1:26.27 CR | Олимпиада Иванова Россия                                      | 1:27.26  | Ирина Петрова Россия                                                              | 1:27.46  |
| 20 км (команды)         | Россия · Олимпиада Иванова · Ирина Петрова · Ольга Каниськина · Людмила Ефимкина · Татьяна Козлова | 10 очков   | Китай · Хэ Дань · Лю Хун · Цзян Цюянь · Бай Яньминь · Ши На   | 19 очков | Беларусь · Маргарита Турова · Елена Гинько · Татьяна Метлевская · Снежана Юрченко | 25 очков |
| Юниорки 10 км           | Вера Соколова Россия                                                                               | 44.49 CR   | Александра Кудряшова Россия                                   | 44.52    | Чай Сюэ Китай                                                                     | 45.04    |
| Юниорки 10 км (команды) | Россия · Вера Соколова · Александра Кудряшова · Елена Ладанова                                     | 3 очка     | Украина · Светлана Вавилова · Юлия Давыденко · Ульяна Верхола | 11 очков | Беларусь · Ольга Мазурёнок · Анна Драбеня                                         | 15 очков |